# Žatec (district de Jihlava)
Pour les articles homonymes, voir Žatec (homonymie).
Žatec (en allemand : Saatz) est une commune du district de Jihlava, dans la région de Vysočina, en République tchèque. Sa population s'élevait à 110 habitants en 2024.

## Géographie
Žatec se trouve à 5 km au nord-est de Telč, à 23 km au sud-sud-ouest de Jihlava et à 126 km au sud-est de Prague.
La commune est limitée par Sedlejov au nord, par Urbanov à l'est, par Ořechov au sud-est, par Dyjice au sud et par Mysliboř à l'ouest.

## Histoire
La première mention écrite de la localité date de 1371.

## Transports
Par la route, Zadní Vydří se trouve à 5,5 km de Telč, à 24,5 km de Jihlava et à 155 km de Prague.